# Општина Хомород (Брашов)
Хомород (рум. Homorod) општина је у Румунији у округу Брашов.
Oпштина се налази на надморској висини од 474 m.